# Támadás az ész ellen
The Assault on Reason (magyarul ’Támadás az ész ellen’) című könyv Al Gore, 45. amerikai alelnök 2007-ben megjelent kötete, amelyben a szerző rámutat a jelenlegi amerikai politika hibáira, erősen kritizálva a Bush-kabinetet. Al Gore a könyv kiadása után megszervezte a Live Earth koncertsorozatot. A könyv kapcsán adott interjúkban a szerző továbbra is tagadja, hogy szándéka lenne indulni a 2008-as választásokon. Ellenben sokan választási kampányt sejtenek az események mögött. Értékelése szerint az iraki háború Amerika történelmének legnagyobb baklövése. 3669 amerikai katona halt meg, 27 104 amerikai katona megsebesült Irakban. A háború 2007 nyaráig 68 470 iraki civil halálát követelte, összesen pedig körülbelül 655 000 iraki személy életét. A háborút az amerikai kormány Szaddám Huszein miatt indította, egyes – a könyvben szereplő – források szerint viszont nem volt közvetlen köze Szaddám Huszeinnek a 2001. szeptember 11-ei terrortámadáshoz, a World Trade Center nem közvetlenül az iraki diktátor miatt dőlt össze. USA demokráciája nem működik, amíg a lakosság fele ebben a tévhitben él. A televízió és a fizetett reklám hirdetések felelősek ezért a széles körű tudatlanságért.  A szerző emellett síkra száll a demokrácia helyreállításáért, és kárhoztatja a választási küzdelmükhöz nagy pénzeket összekalapozó, de mással nem törődő politikusokat. Az elfogult, egyirányú médiával szemben nagyszerű lehetőségként értékeli az internetet a valódi demokrácia helyreállításáért folytatott harcban.

## Kritika
A The New York Times bestsellerlistájának első helyét szerezte meg a könyv egy hónapig, jelenleg a nyolcadik helyen szerepel a listában való megjelenésének tizedik hete után. Neves újságok méltatják a könyvet például a The Washington Post, a Los Angeles Times, a Reason Magazine, a Publishers Weekly vagy a The New York Times.

## Külső hivatkozások
- Könyvajánló a Powell’s Books honlapján
- A szerző könyvismertetője Archiválva 2007. augusztus 19-i dátummal a Wayback Machine-ben a Time.com-on
- a könyv borítója – Amazon.com
- Interjú – NPR